# Valea de Brazi
Valea de Brazi románul: Valea de Brazi, település Romániában, Erdélyben, Hunyad megyében.

## Fekvése
Hobicaurikány mellett fekvő település.

## Története
Valea de Brazi korábban Hobicaurikány (Uricani) része volt. 1956-ban vált külön településsé 166 lakossal.
1966-ban 503 lakosából 500 román, 3 magyar volt. 1977-ben 576 román lakosa volt, 1992-ben 707 lakosából 700 román, 6 magyar, 1 német volt.
A 2002-es népszámláláskor 438 román lakosa volt.

## Források

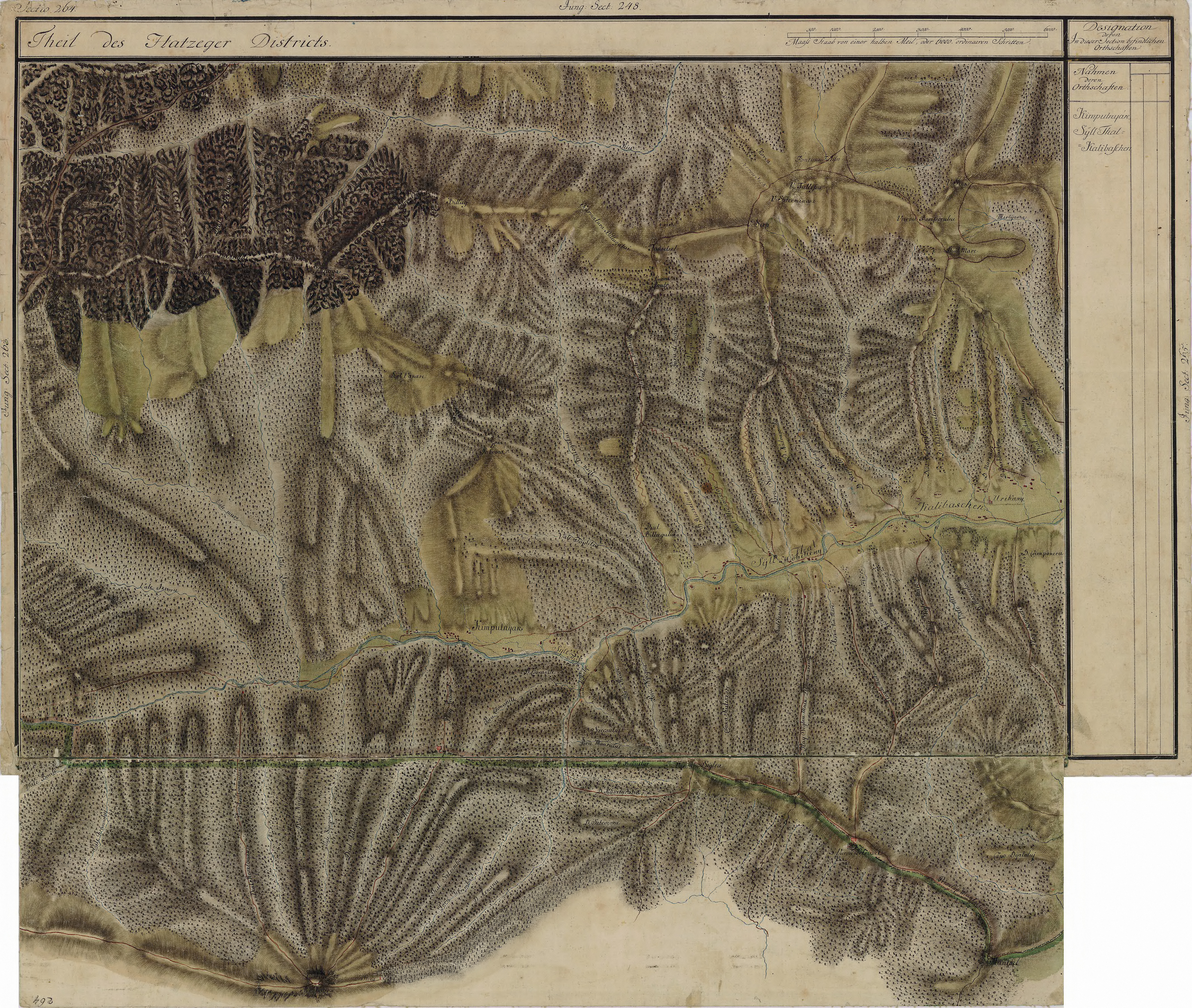
Valea de Brazi egy régi térképen